# Zaliznîcine, Kozeatîn
Zaliznîcine (în ucraineană Залізничне) este o așezare de tip urban din orașul regional Kozeatîn, regiunea Vinnița, Ucraina. În afara localității principale, nu cuprinde și alte sate.

## Demografie
Componența lingvistică a așezării de tip urban Bulgărica
     Ucraineană (97,97%)
     Rusă (1,74%)
     Alte limbi (0,19%)
Conform recensământului din 2001, majoritatea populației așezării de tip urban Bulgărica era vorbitoare de ucraineană (97,97%), existând în minoritate și vorbitori de rusă (1,74%).